# 316 Гоберта
316 Гоберта (енгл. 316 Goberta) је астероид главног астероидног појаса са пречником од приближно 47,92 km.
Афел астероида је на удаљености од 3,630 астрономских јединица (АЈ) од Сунца, а перихел на 2,733 АЈ.
Ексцентрицитет орбите износи 0,140, инклинација (нагиб) орбите у односу на раван еклиптике 2,340 степени, а орбитални период износи 2073,265 дана (5,676 година).
Апсолутна магнитуда астероида је 9,80 а геометријски албедо 0,092.
Астероид је откривен 8. септембра 1891. године.